# José Luis Imhoff
José Luis Imhoff – argentyński lekarz, rugbysta, reprezentant kraju, następnie trener.
Grać w rugby zaczynał w wieku czternastu lat w Jockey Club de Rosario. Był jednym z założycieli Duendes Rugby Club, z którym odnosił sukcesy w krajowych rozgrywkach. Otrzymał powołanie do reprezentacji kraju i podczas historycznego tournée do RPA w roku 1967 zagrał w dwóch testmeczach.
Trenował następnie drużyny Duendes Rugby Club oraz regionalnego związku rugby, a także kilkukrotnie kadrę narodową. Z Pumas uzyskał awans na Puchar Świata w Rugby 1999, jeszcze przed turniejem został jednak odsunięty od roli selekcjonera.
Przez wiele lat był wykładowcą na Universidad Nacional de Rosario, ministrem zdrowia prowincji Santa Fe i dyrektorem kardiologii Sanatorio Parque.
Rugbystami byli także jego synowie Guillermo oraz reprezentanci kraju Pedro i Juan José, córka Bárbara uprawiała hokej na trawie, zaś jej mąż, Nicolás Galatro, również był rugbystą.